# 덕릉 (조선)
덕릉(德陵)은 조선의 추존왕 목조의 능이다. 조선민주주의인민공화국 함경남도 신흥군 가평면 능리에 있다.

## 개요
태조 이성계의 고조부인 목조의 능이다. 목조는 1274년(고려 원종 15년) 음력 12월에 사망하였으며, 처음에는 경흥부(慶興府, 현 라선시 사회리 옛 경흥군 경흥면 고성동)에 장사지냈다가 1410년(태종 10년) 음력 10월 28일 현재의 덕릉 자리로 천장하였고, 덕릉은 언덕 서편에, 부인 효공왕후의 안릉은 동편에 봉분을 마련하였다.
한편 1392년(태조 원년) 조선을 개창한 태조는 이 해 음력 8월 8일 아들 이방원을 목조가 묻힌 동북면 지역에 보내어 태조의 4대조에게 제사를 올리고, 각 무덤에 능호를 붙였다. 이때 목조의 무덤에는 덕릉(德陵)의 능호가 붙여졌으며, 부인 효공왕후의 무덤에는 안릉(安陵)의 능호가 붙었다. 이후 음력 10월 28일에 능지기로 권무(權務) 2명과 민가 몇 호를 수릉호(守陵戶)로 두었으며, 동시에 재궁을 함께 마련하였다.
1397년(태조 6년)에는 정도전을 동북면 지역의 동북면 도선무 순찰사로 보내어 유달리 거리가 멀어 그 제사에 소홀할 수밖에 없던 덕릉과 안릉의 제사를 함께 맡아보게 하였으며, 1398년(태조 7년) 음력 3월 11일에는 그 제사를 청해도 찰리사가 관장하게 하였다. 훗날 덕릉은 시간이 지나면서 일부 비석이 마모되었으며, 이에 정조 때 덕릉 등에 대해 재수축을 시행하였다.
한편 2009년 6월 27일 대한민국에 있는 조선왕릉이 세계문화유산으로 등재되었으나, 덕릉은 그 대상에 포함되지 않았다.